# باد زكينغين
باد زكينغين (بالألمانية: Bad Säckingen) هي بلدة، الحمامات الطبية، مدينة وبلدة ألمانية تقع في ألمانيا في فرايبورغ ‏.[بحاجة لمصدر] يقدر عدد سكانها بـ 16,813 نسمة .

## المدن التوأمة
مدن Sanary-sur-Mer، Purkersdorf، ناغاي، ياماغاتا، سانتيرامو في كولي، Glarus Nord وNäfels هي مدن توأمة لـباد زكينغين.

## أعلام
- باكي دافراك
- سابينه شبيتس
- فريدولين كارل ليوبولد